# 2006 au Danemark
| Années du Danemark : 2003 - 2004 - 2005 - 2006 - 2007 - 2008 - 2009    |
| Décennies du Danemark : 1970 - 1980 - 1990 - 2000 - 2010 - 2020 - 2030 |

Cet article traite des événements qui se sont produits durant l'année 2006 au Danemark.

## Gouvernements
- Monarque : Margrethe II
- Premier ministre du Danemark : Anders Fogh Rasmussen

## Événements

### Janvier 2006
- 21 janvier : le fils du prince Frederik est baptisé en tant que Christian Valdemar Henri John
- 26 janvier : des gens en Arabie saoudite réclame un boycott des produits danois en réaction à la controverse entourant les caricatures de Mahomet du journal Jyllands-Posten
- 29 janvier : la Libye ferme son ambassade au Danemark à la suite de la controverse entourant les caricatures de Mahomet du journal Jyllands-Posten

### Février 2006
- 4 février : l'ambassade du Danemark à Damas en Syrie, et par le fait même les ambassades du Chili et de la Suède puisqu'elles partagent le même bâtiment, subit des bombes incendiaires lancées par des manifestants dénonçant la publication de caricatures de Mahomet par le journal Jyllands-Posten
- 7 février : l'ambassade du Danemark à Téhéran en Iran est attaquée par des centaines de manifestants à la suite de la controverse entourant les caricatures de Mahomet du journal Jyllands-Posten

## Annexe